# 久保亜沙香
久保 亜沙香（くぼ あさか、1979年1月20日 - ）は、日本の元グラビアアイドル、歌手、女優。神奈川県出身。
1998年 - 1999年頃にお菓子系アイドルとして活動。19歳でのデビューは当時のお菓子系では遅咲きであったが、幼い容姿のためブレイクした。その後、事務所を移しライブ活動を中心に活動し、2015年よりフリーで活動を継続。現在は映画ドラマ舞台などの女優業と歌手として活動中。
ソフビデザイナーとしても活動しており台湾、ニューヨークと海外でも活躍。
猫好きであり2匹の保護猫を飼っている。
イメージカラーはパープル。
書道師範。

## 来歴
1998年より、スカウトを契機としてグラビア活動を開始。
2001年より事務所所属して歌手・女優業中心の活動となった。以来、現在まで都内のライブハウスでの歌手活動、及び年数本の舞台などで活動している。
2019年10月に台湾にてソフビデザイナーデビュー。

## 作品

### ビデオ/DVD
- e-tude（2000年4月15日　竹書房）
- コッサバ1（出演：小明、久保亜沙香、吉岡美香）（2005年5月21日　エキスプレス）
- Asaka in Wonderland 〜あさかの小旅行〜（2009年1月21日　セイント・プロモーション・ミュージック）
- 久保亜沙香 MUSIC CLIP COLLECTION（2010年1月21日　セイント・プロモーション・ミュージック）

## 音楽

### アルバム
1. Lovey（2002年10月10日）
2. asakaPARTY（2003年8月10日）
3. asakaCOLLECTION!!（2004年1月20日）
4. CHOOSE（2004年4月29日）
5. asakaMODE（2005年1月20日）
6. 花音 -Camellia-（2005年8月28日）
7. asakaSTYLE 〜unplugged〜（2006年1月20日）
8. aquarium（2007年1月20日）
9. Luna（2008年3月21日）
10. A-muse（2013年1月21日）

### シングル
1. Curtain call（2003年5月11日）
2. happy PERFUME（2003年5月11日）
3. 24 NIJYU-YON（2003年11月30日）
4. 20世紀未来ロボット防衛隊テデロス イメージソング（2004年6月6日）
5. PRAY〜2004（2004年7月3日）
6. passionata（2004年9月20日）
7. 鉄馬プロジェクト イメージソング（2008年1月20日）

## 出演

### テレビ番組
- 君と世界が終わる日に（日本テレビ）
- 温泉天使（KBS京都、2002年10月18日・25日）
- 地球防衛放送パンドラ（フジテレビ721）
- 大進撃放送BONZO!（東京MXテレビ）
- グラビアの美少女（MONDO21）
- ROLLYキングダム（MONDO21）

### 映画
- DEATH NOTE デスノート Light up the NEW world
- 亜人
- シン・ゴジラ
- 関ヶ原
- 行け!レインボー仮面 〜虹の男〜
- 女陰陽師 精妃封印
- モーレツ怪獣大決戦

### 舞台
- PROPAGANDA STAGE「道」（2002年4月、アイピット目白）大竹優子役
- PROPAGANDA STAGE「サマーデイズ」（2002年7月、中野ザ・ポケット）村瀬加奈／吉村京子役
- きぐるみコリス 2ひきめ「パラパラ天国」（2002年11月、スタジオはるか）リエ役
- PROPAGANDA STAGE「飛龍伝 〜あのシュプレヒコールの波涛を越えて〜」（2003年1月、東京芸術劇場小ホール2）小百合役
- PROPAGANDA STAGE「サマーデイズ」（2003年7月、東京芸術劇場小ホール1）村瀬加奈／吉村京子役
- U.S BLUNCH THEATER プロデュース公演 Vol.1「ノミネーション プリーズ!!」（2008年8月9日 - 10日、大井町きゅりあん・小ホール）ヒロイン・香山優衣役
- PROPAGANDA STAGE NEXT「TIMELESS3 ワンス・アポンア・タイム」（2009年12月、ひつじ座）ヒロイン・佐伯真知子役
- 劇団くりびつてんぎょう第7回公演「エイト・ハンドレッド・ロング」（2010年10月14日 - 17日、中目黒キンケロ・シアター）美香役
- team.静春主催「れでぃごぅ!!」（2011年4月15日 - 16日、調布市せんがわ劇場）安藤雪絵役
- ビッグファイタープロジェクトプロデュース第4回公演「紅の迎春花」（2011年11月24日 - 27日、白萩ホール）
- nitrock 2nd ACT「IST-イスト- 〜レオンハルト=グリムの糾合〜」（2012年7月27日 - 29日、ウエストエンドスタジオ）
- FLIPLIP「ヨリソウジュウリョク。」（2013年2月27日 - 3月3日、GEKIBA）
- スターズシアター「虹の彼方へ」（2013年5月30日 - 6月2日、築地本願寺ブディストホール）
- nitrock 3rd ACT「IST-イスト- 〜終わらない夏祭り〜」（2013年6月5日 - 9日、上野ストアハウス）
- 音楽劇「わんだーきゃっと」（2013年7月12日 - 14日、MON☆STAR）
- My Little Shine旗揚げ公演「青春ガチャン」（2013年10月25日 - 30日、高田馬場ラビネスト）
- スターズシアター「河の流れは」（2013年11月1日 - 4日、築地本願寺ブディストホール）
- ソラリネ。#11「歓喜の歌」（2014年3月19日 - 23日、上野ストアハウス）
- スターズシアター「遥かなる空」（2014年5月15日 - 18日、築地本願寺ブディストホール）
- ENG「THRee'S」（2014年9月10日 - 15日、笹塚ファクトリー）
- 骨髄ドナー支援チャリティー公演 劇場版☆スターズシアター「LIFE」（2015年5月21日 - 24日、築地本願寺ブディストホール）
- DMF/ENG提携公演「LAST SMILE ラストスマイル」（2015年7月22日 - 27日、シアターグリーンBIG TREE THEATER）
- ENG「関ヶ原で一人〜lonely SEKIGAHARA〜」(2015年9月30日 - 10月4日、六行会ホール）
- My little Shine＊3 舞台「Only Lonely Rose」（2015年11月18日 - 23日、シアターグリーンBASE THEATER）
- 黒雪構想 交響曲-symphony-「シェリングフォード・ホームズの論理的推論～第一楽章sea blue's shock～」（2015年12月17日 - 20日、nakano f）
- ディー・コンテンツプロデュース公演「レプリカ」（2016年1月13日 - 17日、笹塚ファクトリー）
- SHOWMAN'S「ドリームレスキュー・言うことナース！～エピソードゼロなのですぅ～」（2016年2月17日 - 21日、萬劇場）
- dopeⒶdope step.2「コンダクター」（2016年4月2日 - 10日、サンモールスタジオ）
- 演劇企画ユニット劇団山本屋「4号」『七転び土に還る』（2016年5月3日 - 6日、パルテノン多摩小ホール）
- 「キャプテンハーロック～次元航海～」（2016年6月8日 - 12日、新宿村LIVE・2017年1月9日 - 13日、大阪市中央公会堂） ※声のみの出演
- DMF/ENG提携公演「SLeeVe-RefRain～スリーヴ・リフレイン」（2016年8月17日 - 22日、六行会ホール）
- ENG第五回公演「バックトゥザ舞台袖」～The stagewing of THRee'S～（2016年9月23日 - 10月2日、シアターグリーンBIG TREE THEATER）
- ツツシニウム#2「キニナルナカミ」（2016年10月12日 - 16日、RAFT）
- My little Shine＊4 舞台「キャッチ・ザ・レインボゥ」「Have you ever seen the rain」（2016年11月23日 - 30日、シアターグリーンBASE THEATER）
- 空想嬉劇団イナヅマコネコ旗揚げ公演「桜花と風の追憶」（2017年2月2日 - 6日、上野ストアハウス）
- カガミ想馬プロデュース「熱海殺人事件～ザ・ロンゲスト・スプリング」（2017年3月16日・17日・19日・20日、阿佐ヶ谷アルシェ）
- dopeⒶdope side step.3 舞台「レフトオーバーズ　LEFTOVERS」（2017年4月12日 - 16日、中野ザ・ポケット）
- @emotion presents Expression vol.7 桃「ももがたり」（2017年5月17日 - 5月21日、シアターグリーンBIG TREE THEATER）
- ヒーロー青春活劇ミュージカル「イリクラ～Iridescent Clouds～」（2017年8月9日 - 13日、シアターグリーンBIG TREE THEATER）
- RaBo produce vol.6 涙活プロジェクト「朗読会～夏涙～」（2017年8月26日 - 27日、しもきたドーン）
- ベニバラ兎団vol.22「ICE CREAM GOOD BYE」（2017年10月25日 - 29日、新宿村LIVE）
- RaBo produce vol.7「おいでんまい!!!日々、感謝しとるんよ～即興朗読会～X'mas present～」（2017年12月17日、しもきたドーン）
- 劇団ソコソコ「さいしゅうごう!～満悦至極～」「満日（みちるび）」（2018年1月11日、赤坂CHANCEシアター）
- ツツシニウム #4「ノコッタカンカク」（2018年2月8日 - 12日、八幡山ワーサルシアター）
- ベニバラ兎団「ICE CREAM GOOD BYE 2」（2018年3月28日 - 4月1日、シアターグリーンBIG TREE THEATER）
- RaBo produce vol.10涙活プロジェクト「朗読会～春涙～」（2018年4月7日 - 8日、しもきたドーン）
- @emotion presents Expression vol.8 茶「Mad Journey」（2018年7月1日 - 8日、築地本願寺ブディストホール）
- 「Letter later」（2018年11月8日 - 11日、アトリエファンファーレ高円寺、作：吉澤興紀、演出：門野翔）- 少女 役
- チョコレイト旅団「アンタイトルアンハッピーラブ」（2019年10月1日 - 6日、バルスタジオ、作・演出：浮谷泰史）- 美雲星 役
- ベニバラ兎団vol.28「異母姉妹」(2022年9月14日〜9月18日、東京下北沢　本多劇場グループ  小劇場B1) 長女、八月一日 蜜柑(はっさく みかん)役
- 株式会社REDCARPET主催 舞台「天満月の猫」(2024/03/27〜2024/03/31 東京都、萬劇場)ミズキ役

他。

### ユニット
- キミとボク （三木学とのお笑いユニット）
- Pyw-A （Pywとのコラボレーションユニット）
- puppy love （森下純菜との期間限定ユニット）
- A-PASH
- AJ-PASH
- キャピロポロン-A
- キャピロポロン-AJ
- A+Jyuc

### その他
- スーパーベルズの鉄女（てつめ）育成スクール〜鉄道ナイト9！！（2010年10月3日、東京カルチャーカルチャー）
- スカパー!旅チャンネル「全国秘境駅ファイル3」題字

## 書籍

### 写真集
- 亜沙香（1998年12月10日、バウハウス、撮影：会田我路）ISBN 4894611279
- めだかの学校（1999年8月20日、ぶんか社、撮影：藤田健五）ISBN 4821122987
- クボと、ぼく。（2000年5月20日、ぶんか社、撮影：増田賢一）ISBN 4821123320
- あの頃を忘れない（2002年9月28日、バウハウス、撮影：大山文彦）ISBN 4894619180
- 平成最後（2019年1月20日、撮影：渡辺慎一）
- 令和序説（2021年3月20日、撮影：渡辺慎一）

### デジタル写真集
- Last Resort（ぶんか社、2007） - 会田我路撮影
- 美少女メモリアル　亜沙香　19歳(2015年12月09日、スプラッシュプロ)(1st写真集のデジタル版)